# Josef Perwein
Josef Perwein (8. června 1850 Altenmarkt im Pongau – 22. července 1924 Salcburk) byl rakouský křesťansko sociální politik, na počátku 20. století poslanec Říšské rady, v poválečném období poslanec rakouské Národní rady.

## Biografie
Vychodil národní školu. Působil jako majitel statku. Patřila mu elektrárna ve Werfenu. Angažoval se v Křesťansko sociální straně Rakouska. Byl členem obecní rady ve Werfenu. Byl rovněž poslancem Salcburského zemského sněmu.
Počátkem 20. století se zapojil i do celostátní politiky. Ve volbách do Říšské rady roku 1907, konaných poprvé podle všeobecného a rovného volebního práva, získal mandát v Říšské radě (celostátní zákonodárný sbor) za obvod Salcbursko 6. Usedl do poslanecké frakce Křesťansko-sociální sjednocení. Mandát zde obhájil ve volbách do Říšské rady roku 1911, kdy usedl do klubu Křesťansko-sociální klub německých poslanců. Ve vídeňském parlamentu setrval až do zániku monarchie. K roku 1911 se profesně uvádí jako majitel statku.
Po válce zasedal v letech 1918–1919 jako poslanec Provizorního národního shromáždění Německého Rakouska (Provisorische Nationalversammlung).